# Redmi 7A
小米Redmi 7A（英語：Xiaomi Redmi 7A）是一款由小米集團開發的智能手機，提供晨曦藍（Matte Blue）、霧光金（Matte Gold）及磨砂黑（Matte Black）等三款顏色選擇。Redmi 7A提供兩種儲存規格—2/3 GB RAM及16/32 GB，並配備5.45吋HD+顯示屏。Redmi 7A售價為5,999盧比（16 GB）及6,199盧比（32 GB）。
Redmi 7A的後繼產品為於同年發佈的小米Redmi Note 8A。

## 規格

### 硬體
Redmi 7A配備5.45吋HD+（720×1440像素）、18:9屏幕比例的顯示屏。手機搭載一枚八核心高通驍龍439處理器，備有2 GB/3 GB（非國際版）記憶體及16 GB/32 GB內部儲存空間（可通過microSD卡擴充空間）。它配備一枚1200萬像素索尼IMX486後置鏡頭（附帶LED閃光燈及PDAF對焦功能），以及一枚500萬像素前置鏡頭供用戶自拍之用。另外，Redmi 7A配備AI人臉解鎖及AI場景辦識等功能，以及一枚4000 mAh電池（支援10 W充電）。

### 軟體
裝置運行基於Android 9 Pie的MIUI 10，並可更新至基於Android 10的MIUI 12.5。

## 外部連結
- 官方网站